# أبوليناريو مابيني
أبوليناريو مابيني ي مارانان(Appolinario mabini y maranan) ولد في 23 يوليو1864 و توفي 13 مايو 1903 ،هو قائد ثوري فليبيني و مدرس ومحامي و أول رئيس وزراء للفليبين .

## روابط خارجية
- أبوليناريو مابيني على موقع الموسوعة البريطانية (الإنجليزية)